# Волчихина, Дина Ивановна
Дина Ивановна Волчихина (1933-2021) — советский работник сельского хозяйства, Герой Социалистического Труда.

## Биография
Родилась 26 июля 1933 года в Воронеже.
Окончив в этом же городе среднюю школу, начала в 1950 году свою трудовую деятельность в Безводненской школе №5 Курганинского района Краснодарского края пионервожатой. Одновременно заочно училась в педагогическое училище в городе Кропоткин.
В 1955 году вышла замуж и в 1957 году переехала вместе с мужем в город Сталинград (ныне Волгоград), где вместе со своими сверстниками работала на знаменитом тракторном заводе, выпускавшем сельскохозяйственную технику под маркой «СТЗ».
В 1958 году Дина Ивановна снова вернулась в Краснодарский край в город Белореченск и стала работать просто рабочей в совхозе №2 имени Сталина, но уже в 1960 году в переименованном совхозе «Октябрьский» она возглавила аккордно-премиальное звено по выращиванию овощей, которое за короткий период её работы добилось рекордных урожаев.
Указом Президиума Верховного Совета СССР от 30 апреля 1966 года за успехи, достигнутые в увеличении производства и заготовок картофеля, овощей, плодов и винограда, Волчихиной Дине Ивановне было присвоено звание Героя Социалистического Труда с вручением ордена Ленина и золотой медали «Серп и Молот».
В апреле 1970 года Д. И. Волчихина переехала жить посёлок Октябрьский Курганинского района, где продолжила работать в совхозе бригадиром полеводческой бригады №1 до ухода на заслуженный отдых в 1988 году.
Наряду с производственной, Дина Ивановна занималась общественной деятельностью — в 1987 году избиралась делегатом XVIII съезда профсоюзов СССР.
Также была награждена медалями и удостоена звания «Заслуженный работник сельского хозяйства Кубани» (1996).
Умерла в июле 2021 года.

## Награды
Орден Ленина и золотая медаль «Серп и Молот»